# Un viaje al continente

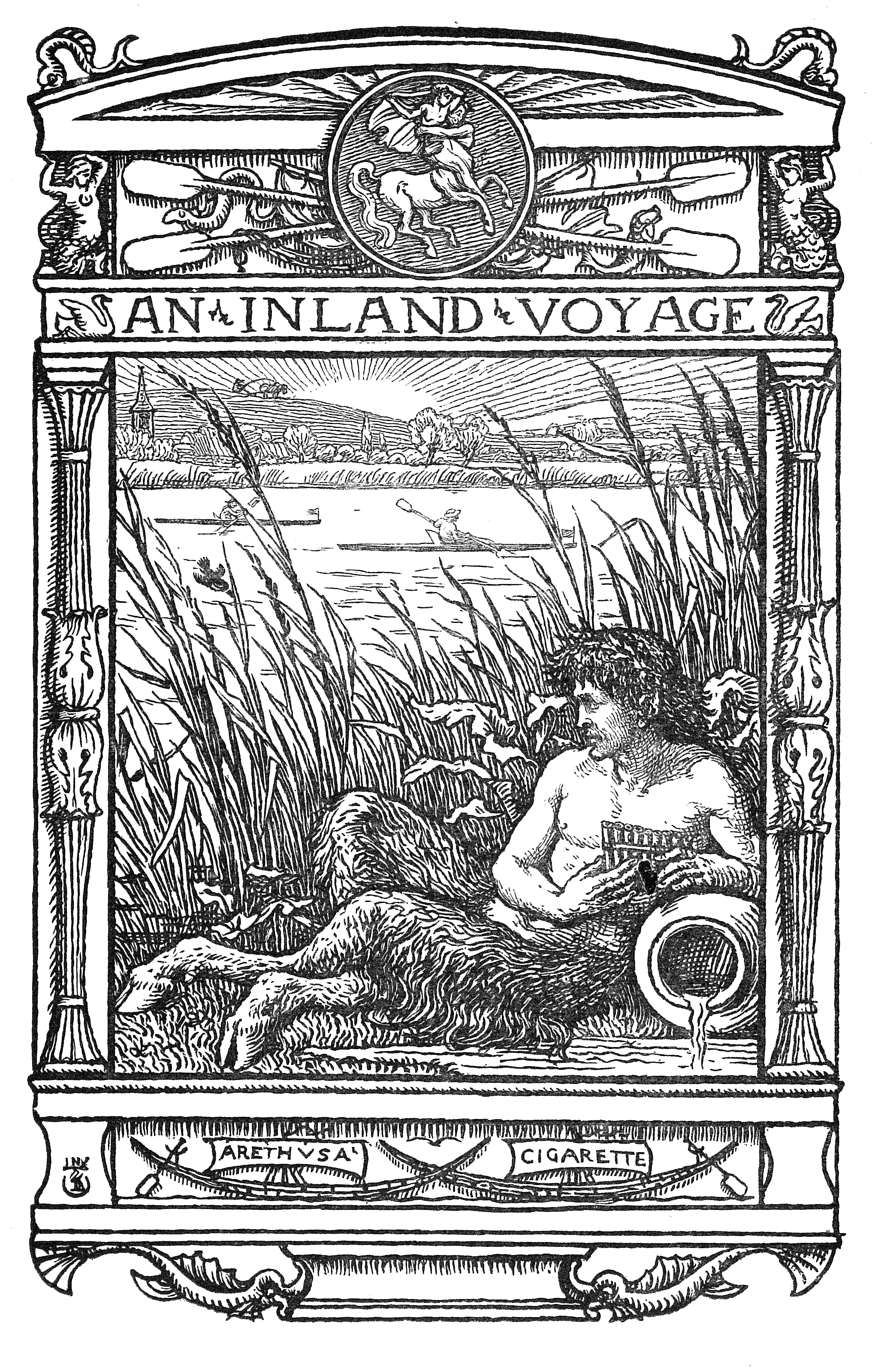
An Inland Voyage, Walter Crane frontispicio, 1878

Un viaje al continente (en su título original: An Inland Voyage), es una novela escrita por Robert Louis Stevenson sobre un viaje en canoa a través de Francia y Bélgica en 1876. Fue uno de los primeros trabajos de Stevenson y el primero acerca de viajes.
En su juventud, Stevenson siempre deseó ser independiente financieramente para poder seguir a la mujer que amaba, y se dispuso a crear su libertad económica escribiendo relatos de viajes, siendo las primeras Un viaje al continente, Travels with a Donkey in the Cévennes (1879) y The Silverado Squatters (1883).
Stevenson llevó a cabo su viaje con su amigo Sir Walter Grindlay Simpson, principalmente a lo largo del río Oise de Bélgica hacia Francia. La primera parte, en Bélgica, pasa a través de áreas densamente industrializadas y por muchos canales de esclusas. Luego fueron en tren hacia Francia, donde empezaron río abajo en Maubeuge para terminar en Pontoise, cerca de Seine. El itinerario de ruta se ha convertido en una ruta popular para viajeros modernos para volver a promulgar guías y mapas disponibles.
- Datos: Q3563373
- Multimedia: An Inland Voyage / Q3563373